# Stejnokroj vzor 95

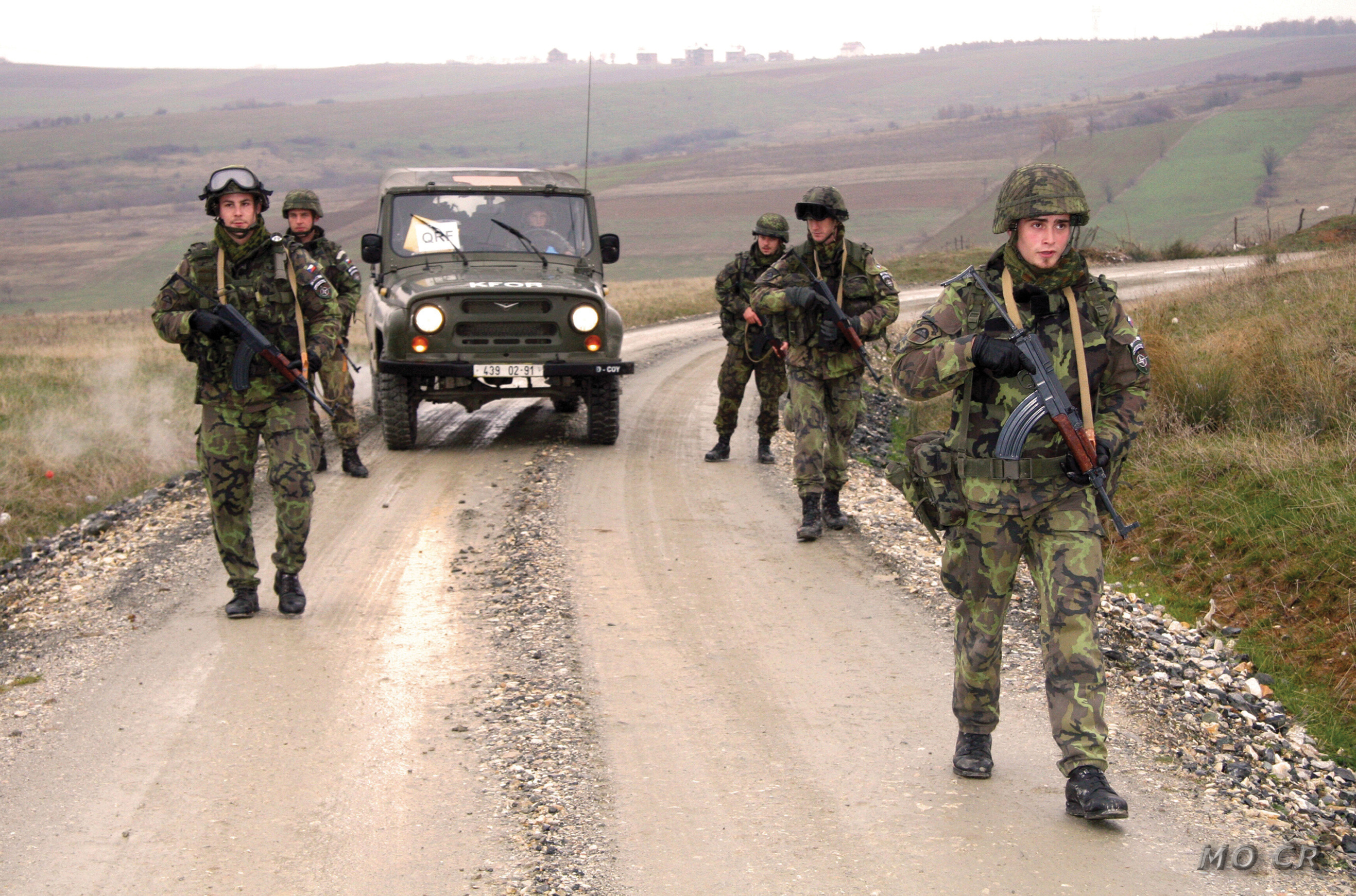
Česká jednotka KFOR ve stejnokroji 95, rok 2008.

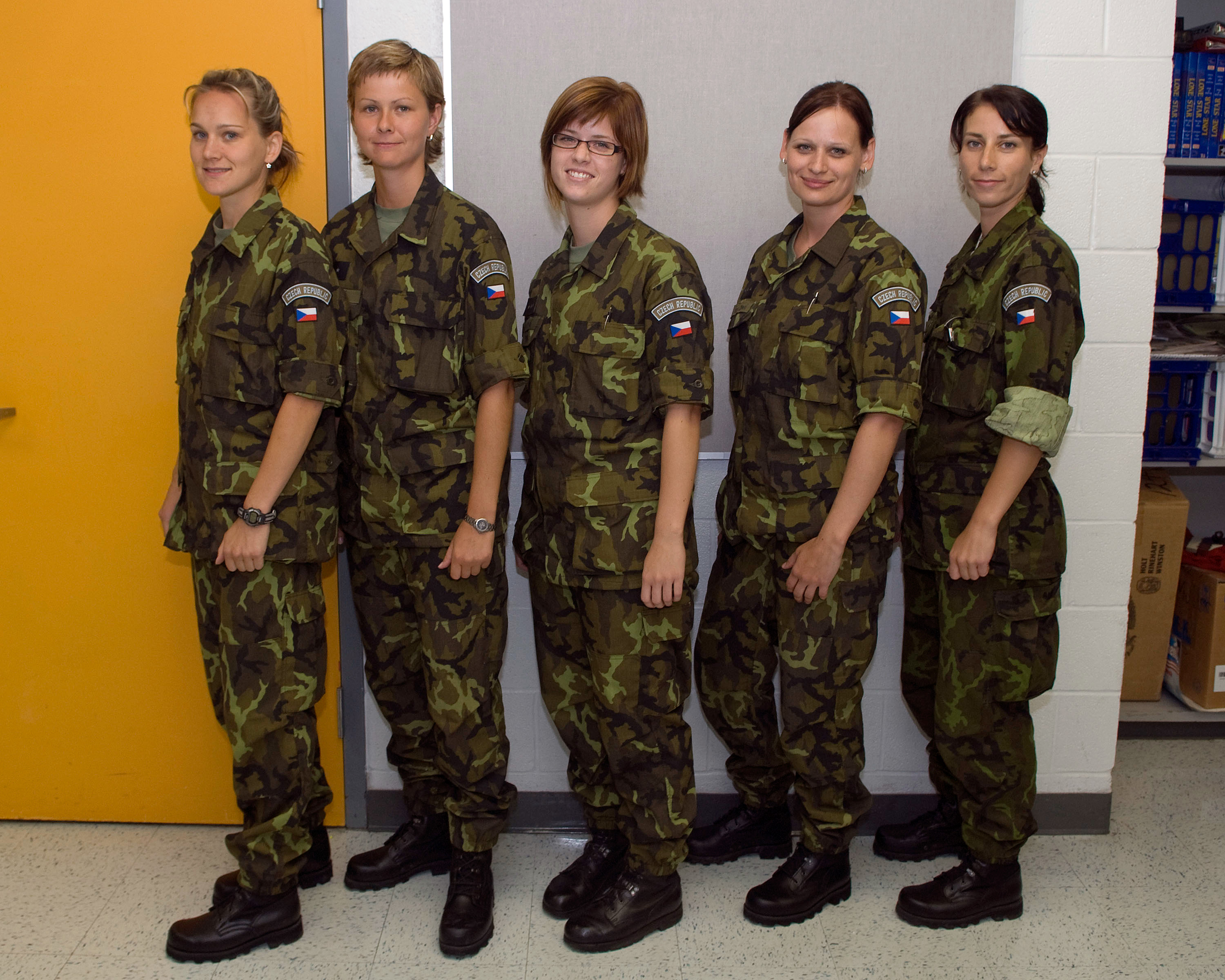
Zdravotníci Armády České republiky v letním stejnokroji 95 se zeleným potiskem během operace Lone Star v jižním Texasu, 2009.

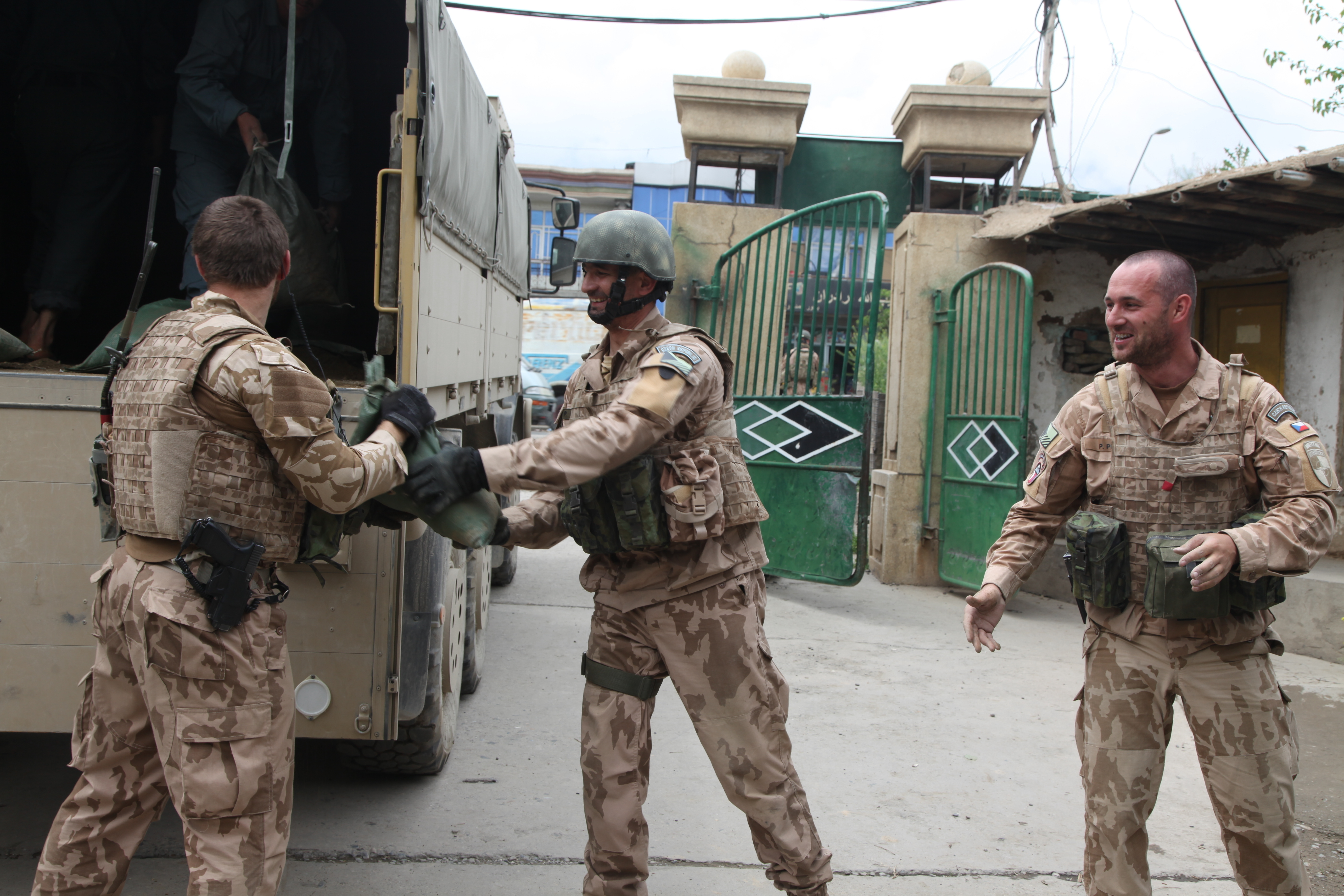
Čeští vojáci v letním stejnokroji 95 s béžovým potiskem podporují afghánskou policii, rok 2014.

Stejnokroj 95 a letní stejnokroj 95 je služební (dříve „polní“) stejnokroj Armády České republiky, zaváděn od roku 1995 a používán, s modernizacemi, dodnes. Je nošen jako základní stejnokroj při výkonu služby v kanceláři, při služebních pochůzkách v posádce, při nástupech útvaru, při výcviku v posádce, v dozorčí a strážní službě, při polním výcviku a pobytu ve vojenských výcvikových prostorech, při plnění úkolů v zahraničních misích a za nouzového stavu, stavu ohrožení státu nebo válečného stavu a na služební cestě.
Od roku 2013 je stejnokroj 95 a stejnokroj 95 se zeleným potiskem přejmenován na „služební stejnokroj se zeleným potiskem“, letní stejnokroj 95 s béžovým potiskem pak na „služební stejnokroj s béžovým potiskem“. Pro lepší srozumitelnost v oblasti rozdílnosti střihů a historických proměn použití je však v tomto článku ponecháno původní označení.

## Vývoj

### Vznik

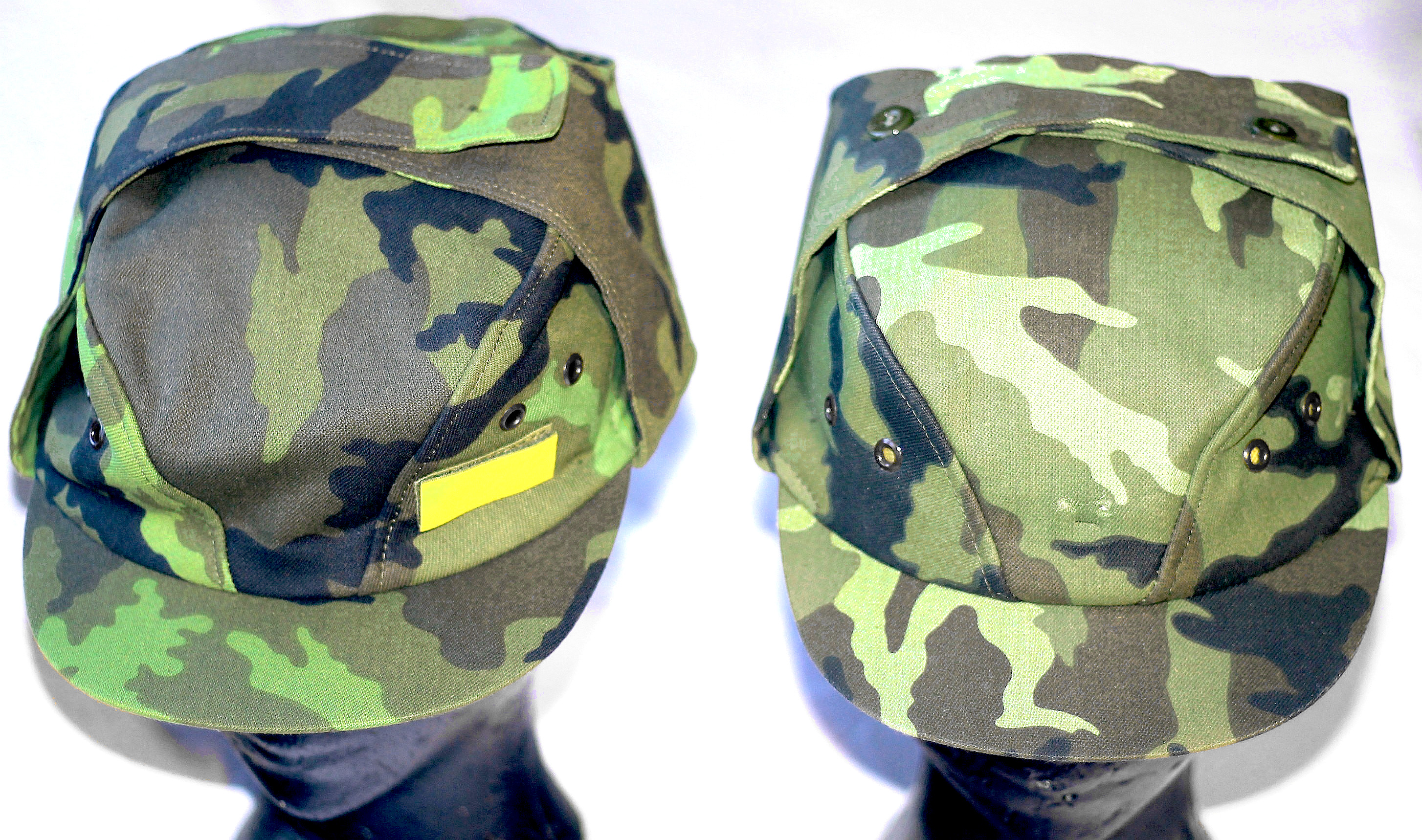
Vlevo čepice vz. 95, vpravo čepice vz. 85 pro výsadkáře s potiskem. Zjevná je malá změna střihu i barevnosti maskovacího vzorku. Povšimněte si soutisku v oblasti hran černých polí u starší čepice, typického pro potisk stejnokroje vz. 85 pro výsadkáře s potiskem.

Na počátku 80. let zahájila Československá lidová armáda práce na vývoji nového oděvu, jenž by nahradil polní stejnokroj vz. 60 a zohlednil přitom změny v doktríně nasazení vojska i technologický pokrok. Nový polní stejnokroj vz. 85 byl zaváděn od poloviny dekády, avšak tak pozvolna, že většina armády (resp. obou nástupnických armád) byla přezbrojena až počátkem let devadesátých a řada útvarů tento mezistupeň ani nestihla a vz. 60 vyměnila rovnou za vz. 95. Jakkoliv je však stejnokroj 95 funkční náhradou vševojskového stejnokroje vz. 85, jeho evoluce probíhala u výsadkových útvarů. Ty byly na jaře roku 1992 vystrojeny stejnokrojem vz. 85 V a měly také čerstvou zkušenost se stejnokrojem vz. 85 letním z nasazení v První válce v Zálivu. Později téhož roku proběhly zkoušky upraveného stejnokroje vz. 85, a to ve variantě jednobarevné, khaki, a se zeleným maskovacím potiskem. Prototypy prokázaly vysokou užitnou hodnotu pozměněného střihu. Atraktivní maskovací vzorek měl mj. i pozitivní dopad na morálku. Po další úpravě reflektující zkoušky tak byl v roce 1993 zaveden stejnokroj vz. 85 pro výsadkáře s maskovacím potiskem (nazývaný slangově „slováče“). Od svého dědečka, vz. 85 V, se odlišoval větším počtem lépe umístěných a objemnějších kapes, přičemž nutno podotknout, že vz. 85 V měl více kapes, než vz. 85, a ten zase více, než vz. 60. V době před zavedením taktických vest a modulárních nosných systémů to byl nezanedbatelný parametr. Po několika dalších drobných úpravách byl finální model zaveden v Armádě České republiky pod názvem polní a služební stejnokroj vz. 95 od roku 1995 jako vševojskový, od roku následujícího i u výsadkového vojska. (V Armádě Slovenské republiky využíval „slováče“ například 5. pluk speciálního určení, ale i jiné výsadkové a průzkumné jednotky.) Vojákům základní služby nahradil stejnokroj vz. 63 v úloze stejnokroje vycházkového. 
Evoluce letního stejnokroje probíhala především v zahraničí. Na jaře 1989 se českoslovenští vojáci zapojili do mise OSN UNAVEM (třetí zahraniční mise československé armády, po dozorčí a zdravotnické misi korejské v 50. letech a misi libyjské v 70. letech) a velmi rychle zjistili, že služební stejnokroj vz. 62 svými vlněnými kalhotami a koženými vysokými botami neodpovídá klimatickým podmínkám Angoly. V krejčovské dílně pro šití generálských uniforem na Karlíně (pobočka n. p. Kras) proto byly ušity stejnokroje z béžovohnědé až světle olivové lehké a prodyšné bavlněné tkaniny ve střihu na způsob stejnokroje vz. 85. Později byly doplněný plátěnými vysokými botami vz. 90 a výsadkářským opaskem. Nasazení čs. vojáků během války v Zálivu si pak vyžádalo další modifikace letních stejnokrojů, jak v oblasti střihu, tak barvy. Letní stejnokroj vz. 85 pak dostal maskovací potisk zelený (používán od roku 1992 při misi v bývalé Jugoslávii) a béžový (použit poprvé v roce 1993 při misi v Somálsku). Po další mírné úpravě střihu i barevného schématu byl stejnokroj vyvzorován jako letní stejnokroj vz. 95 s potiskem zeleným, resp. potiskem béžovým.

### Následné modifikace
V souvislosti s ukončením základní vojenské služby v roce 2004 byly zrušeny stejnokrojové součástky související s vycházkami vojáků základní služby, tedy košile 95, kravata na gumičku a obuv 95 letní. 
Letní stejnokroj 95 byl původně šit z bavlněné tkaniny, avšak po roce 2000 došlo k zavedením varianty „R“, šité z tkaniny směsné (50 % bavlny a 50 % PES), tkané metodou „rip-stop“, která omezuje trhání při poškození. Stejnokroj 95 získal součástky pro velmi obtížné klimatické podmínky (ECWCS), především membránové kalhoty, blůzu a rukavice. 
V roce 2012 došlo k sérii změn ve skladbě výstrojních součástek: Byla zrušena povinnost nosit opasek 95, byla zavedena bunda 2000, vojenští policisté získali černé nátělníky namísto khaki.
Další vývoj přinesl modernizované blůzy obou stejnokrojů s velcro panely („suchý zip“) na rukávových kapsách.

### Vývoj nového vzoru
Od roku 2014 začala firma 4M SYSTEMS s.r.o. za podpory České zbrojovky a.s pracovat na novém maskovacím vzoru pro českou armádu. Měl si zachovat charakteristické skvrny stávajícího coby národní identifikační prvek a měl i využívat shodné palety barev, s výjimkou černé. Snahou bylo snížit množství zelených barev ve prospěch hnědých odstínů. Barevné přechody byly realizovány vždy jen uvnitř ostře ohraničených skvrn. Byl dodržen princip malých členitých skvrn na pozadí velkých méně členitých. Projekt pod názvem MIMIC v roce 2016 postoupil do stádia zkoušek na prototypech uniforem. Patrně nevyhověl, neboť v roce 2017 se opět objevily úvahy o převzetí již existujícího zahraničího maskovacího vzoru, respektive o jeho adaptaci barvami zavedenými v českém obranném standardu.
Souběžně s projektem MIMIC pracoval Vojenský výzkumný ústav Brno od roku 2015 na svém projektu NOMAD (NOvý MAskovací Design). Projekt zklamal, když výsledný maskovací vzor svými vlastnostmi nepřekonal stávající, a vývoj byl v roce 2017 restartován v projektu NOMAD II, jenž posléze vyústil ve vzor MAD21.
V roce 2019 předala katedra materiálového inženýrství Fakulty textilní Technické univerzity v Liberci Vojenskému výzkumnému ústavu, s. p. prototyp nové „chameleoní“ maskovací uniformy, potištěné barvivem s pigmenty reagujícími na teplo. Tento oděv umožňuje přepínat mezi lesním a pouštním maskovacím vzorem automaticky v závislosti na teplotě okolního prostředí. Ve stejné roce se objevily úvahy a zvěsti o vývoji nového střihu polního stejnokroje a bylo rozhodnuto o zrušení světle zelených baretů příslušníků Pozemního vojska, respektive nahrazení baretem v barvě khaki (po dvanácti letech od jeho vyvzorování). 
Po svém nástupu do úřadu navštívila v lednu 2022 ministryně obrany Jana Černochová Univerzitu obrany, kde byla mimo jiné seznámena s aktuálně řešenými projekty. Zájem veřejnosti upoutal jeden ze snímků, na němž je paní ministryni představován neznámý maskovací vzor. V únoru 2022 pak Armáda České republiky oznámila, že ve spolupráci s akademickým sochařem Tomášem Chorým, ArtD., vedoucím katedry výtvarné výchovy Pedagogické fakulty Univerzity Palackého v Olomouci a expertem na kamufláž, vyvinula nový maskovací vzorek označovaný jako MAD21 (MAskovací Design). Tvoří jej poměrně velké nepravidelné skvrny přecházející od světle hnědé po tmavě hnědou a od světle zelené po tmavě zelenou barvu, překryté mnohem drobnějšími, ostře ohraničenými skvrnami světle olivové  a velmi světle okrové. Uprostřed této velikostní škály jsou úzké, dlouhé, rozvětvené ostře ohraničené skvrny připomínající dominantní tvar z maskovacího vzoru pro vz. 95, vyplněné přechodem od černé po tmavě hnědou barvu. Dohromady vzor sestává ze sedmi barev. Armáda tento vzor představila na dvou fotografiích spolu s maskovacím vzorem pouštním a lesním a vzorem Multicam. Oděvy v českých vzorech byly přitom ve střihu, který se zkouší právě pro stejnokroje nové generace. Armáda předpokládá, že nový maskovací vzor bude univerzální a nebude zapotřebí jeho variant pro různá prostředí.

## Součásti stejnokroje
Předmětné stejnokroje k roku 2012 sestávaly z následujících součástek:

### Výstrojní součástky stejnokroje 95
- baret
- čepice 95/ letní čepice 95
- zimní čepice 97 (zimní čepice 97 pro ženy)
- blůza 95
- kalhoty 95
- kabát 95
- košile 2000 se zeleným potiskem
- khaki nátělník
- khaki nátělník s krátkými rukávy
- svetr 95
- popruhový opasek 95
- řemen 95
- zelený šátek
- kukla 95/kukla – khaki čepice
- polní boty
- zimní polní boty
- černé kožené rukavice
- rukavice 95/kombinované rukavice
- pletené rukavice
- pláštěnka 2000 Poncho (pláštěnka 88, pláštěnka PD 90)
- Vložka do kabátu 95
- Vložka do kapuce kabátu 95
- šle

Položky za lomítkem nejsou zmiňovány v katalogu z roku 2006. 

### Výstrojní součástky letního stejnokroje 95
- letní čepice 95 se zeleným potiskem nebo s béžovým potiskem
- letní klobouk 95 se zeleným potiskem nebo s béžovým potiskem
- letní blůza 95 se zeleným potiskem nebo s béžovým potiskem
- letní kalhoty 95 se zeleným potiskem nebo s béžovým potiskem
- krátké kalhoty 95 se zeleným potiskem nebo s béžovým potiskem
- kabát 95 nebo letní kabát 95 s béžovým potiskem
- košile 2000 se zeleným potiskem nebo s béžovým potiskem
- khaki nátělník nebo hnědý nátělník
- khaki nátělník s krátkými rukávy nebo hnědý nátělník s krátkými rukávy
- popruhový opasek 95 nebo hnědý popruhový opasek 95
- zelený šátek
- polní boty do džungle nebo do pouště (jiné polní boty)
- řemen 95 nebo hnědý řemen 95
- šle

### Barety

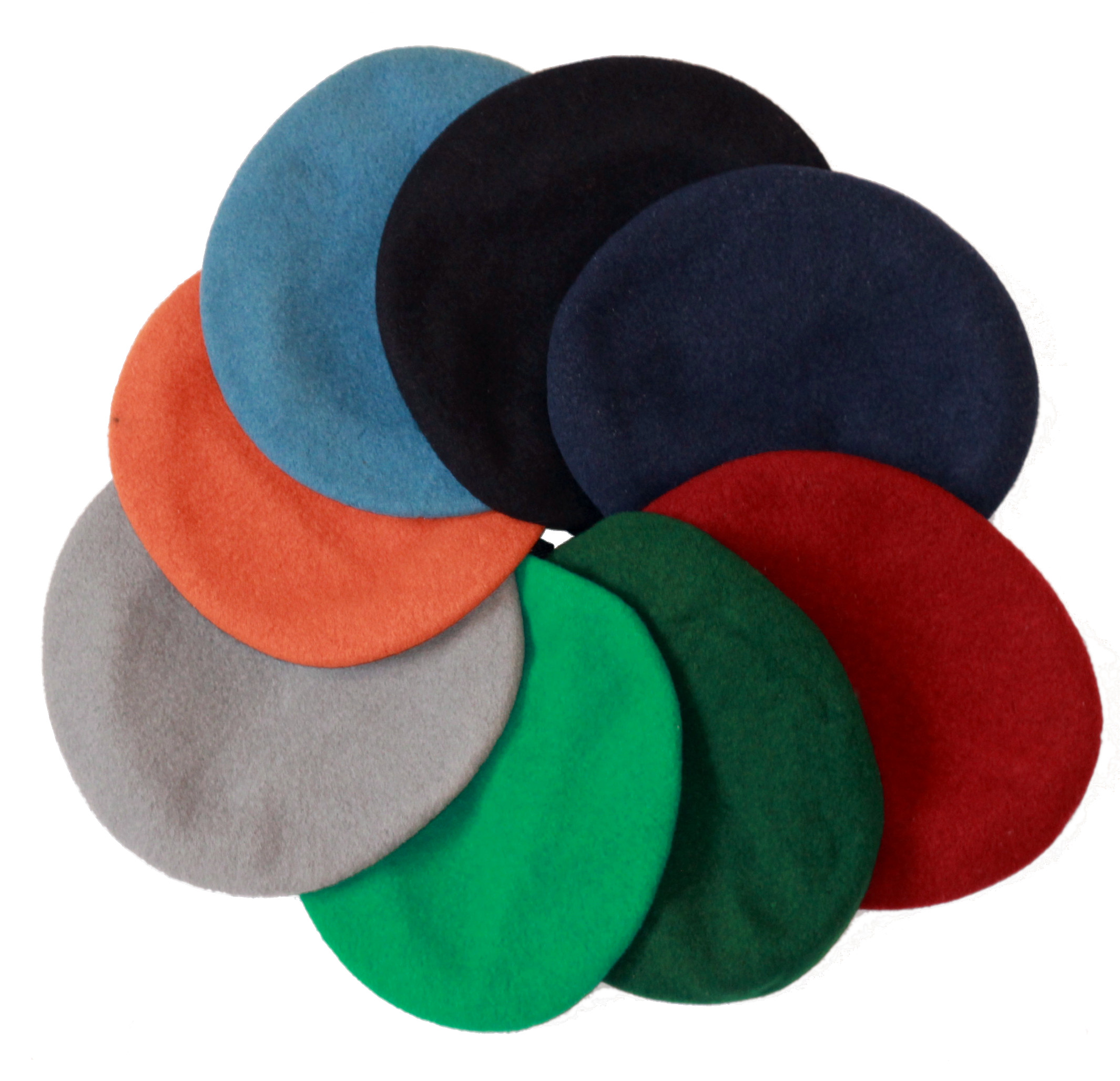
Barety české armády (1995 - 2023).

Populární součástí stejnokroje Armády České republiky je barevný baret. Konkrétní barvu určuje služební zařazení nositele, popřípadě druh vojska, jehož je příslušníkem:
- světlemodrý je určen pro vojáky mírových sil Organizace spojených národů (V letech 1990 - 2003 jej nosili také příslušníci Výcvikového střediska mírových sil OSN v Českém Krumlově.[17])
- černý je určen pro příslušníky Vojenské policie
- tmavomodrý je určen pro vojáky vzdušných sil, od roku 2023 také pro vojáky Vojenského zpravodajství a žáky vojenské střední školy v oborech vzdělání pro vzdušné síly
- červený je určen pro vojáky speciálních sil, výsadkových útvarů a jednotek[18]
- tmavozelený je určen pro vojáky průzkumných útvarů a jednotek a Vojenského zpravodajství, od roku 2023 i radioelektronického boje, kybernetických sil a informačních operací
- světlezelený je určen pro žáky vojenské střední školy mimo obory vzdělání pro vzdušné síly (do roku 2023 byl určen pro vojáky pozemních sil, Vojenské kanceláře prezidenta republiky a Hradní stráže)[19]
- šedý je určen pro vojáky logistických útvarů
- oranžový je určen pro vojáky vojenských záchranných útvarů (zrušen 2023)

Novelou v roce 2023 byly zavedeny následující dvě barvy:
- modrý pro Hradní stráž a Vojenskou kancelář prezidenta republiky
- khaki (odkazující na vojáky čs. obrněné brigády za II. sv. války) pro vojáky pozemních sil a Čestné stráže[20]

Tradici baretů dovezli do nové vlasti francouzští legionáři. Jednoduché, snadno vyráběné a jednoznačně identifikovatelné stejnokrojové součástky bylo záhy využito při bojích o Slovensko, neboť jak čs. domácí vojsko, tak vojsko maďarské disponovalo v té době takřka výhradně výstrojí rakousko-uherského původu a stejnokroje obou armáda tak byly snadno zaměnitelné.  
V meziválečném období byl baret francouzského typu využíván žáky vojenských škol.  
Během druhé světové války byla v rámci exilového vojska zformována čs. samostatná obrněná brigáda, vystrojena podle britského vzoru mj. také barety britského střihu a barev. Tak byli tankisté označeni černými barety (obdobně útvar vojenské policie, spadající organizačně pod tankové vojsko), motorizovaná pěchota obdržela barety v barvě khaki. Vojáci speciálních sil provádějící výsadky do okupované vlasti se pak pyšnili britskými barety v barvě vínově červené.  
Podle předpisu měl být na baretu nošen malý čepicový odznak (podobně jako na čepicích letních-lodičkách), ale u vojáků byl více v oblibě velký odznak s meči původně patřící na čepice důstojníků. Po válce byl předpis upraven a velký odznak na baretech zaveden oficiálně. Višňově červený baret pro výsadkáře byl zaveden v roce 1949, zrušen v roce 1954 a znovu zaveden v roce 1966. Další barvy baretů byly v československé armádě krátce zavedeny na počátku 70. let, a to šedomodrý pro letectvo a černý pro tankové, automobilní a dělostřelecké vojsko. Zkoušen byl také žlutý baret pro chemické či raketové vojsko.   
V Československé armádě se podle předpisu z roku 1992 nosil pouze státní znak, bez hodnostního značení. V nové Armádě České republiky pak byl zaveden malý odznak pro vojáky základní služby a velký odznak pro vojáky z povolání. Ne vždy byly zásoby odznaků u útvarů dostatečné a tak byly odznaky často nošeny nepředpisově. Se změnou předpisu v roce 1997 přišel malý odznak na všechny barety, doplněn hodnostním označením v podobě miniatury, výsadkáři se však odmítali velkého odznaku („vrtulníku“) vzdát s poukazem na historickou tradici. V roce 2003 náčelník generálního štábu gen. Jiří Šedivý výsadkářům vyhověl, když jim na nošení velkého odznaku udělil výjimku. O rok později však nový náčelník generálního štábu, gen. Pavel Štefka tuto výjimku opět zrušil. Od roku 2012 je na baretu předepsán výhradně velký odznak.

## Maskovací vzory

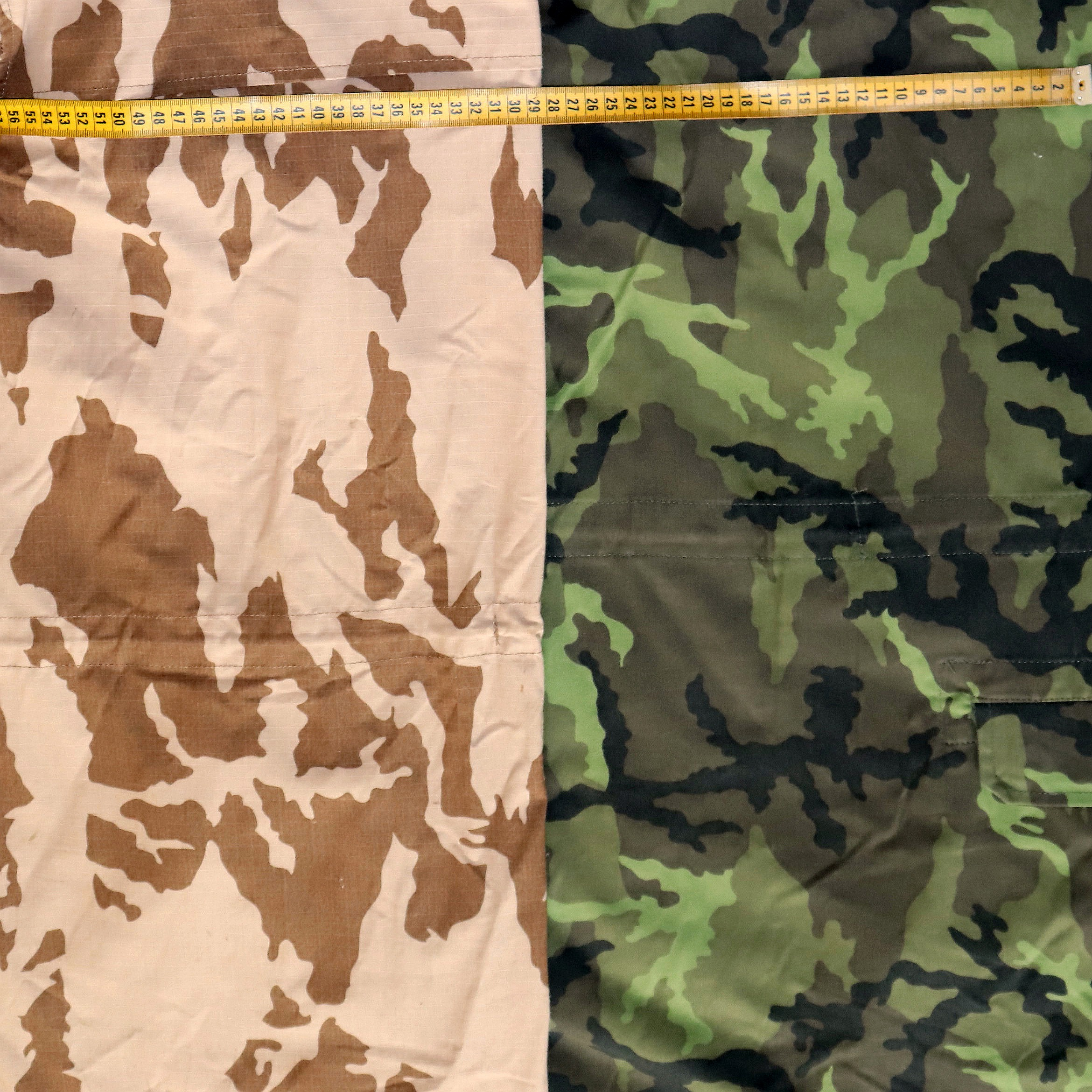
Maskovací vzor pouštní a lesní aplikován na stejnokroji 95, resp. stejnokroji 95 letním s potiskem béžovým.

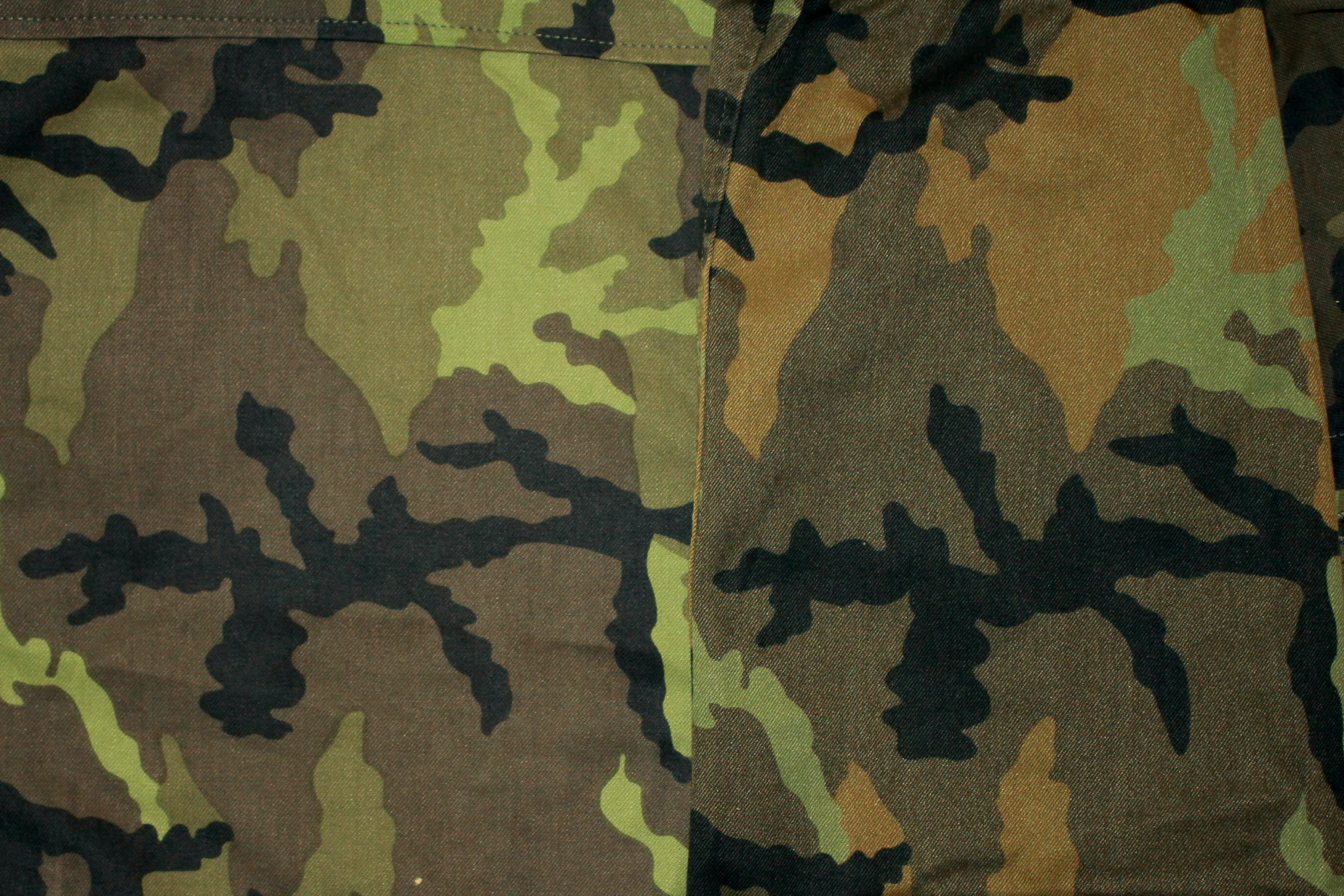
Lesní maskovací vzor na stejnokroji 95. Vlevo barevná varianta z let 1995 - 2007, vpravo barevná varianta podle normy z roku 2013. (Konkrétně roky 2000 a 2016.)

Stejnokroj 95 zdědil maskovací vzor po svém předchůdci, polním stejnokroji 85, došlo však k mírné změně barev. Obdobně stejnokroj 95 letní se zeleným potiskem/s béžovým potiskem obdržel barevně upravené kamuflážní vzory svých předchůdců, stejnokroje 85 letního s potiskem zeleným a stejnokroje 85 letního s potiskem béžovým. Kromě těchto stejnokrojů je identický maskovací vzor využíván také na maskovacím oděvu do nepříznivého počasí (ECWCS - Extended Cold Weather Clothing System) a oděvu pro inženýrsko-leteckou službu (ILS).
V roce 2007 byly vzory redefinovány normou ČOS 108001-2. Došlo k mírnému barevnému posunu, barvy byly nově přesně určeny trichromatickými souřadnicemi soustavy CIELAB. Velikost vzoru byla definována na 60 × 150 cm (osnova × útek). Norma zmiňuje maskovací vzor lesní (kombinace světlezelené, tmavozelené, hnědé a černé barvy), zimní (bílá, tmavozelené, černá), vzor pro pouštní oblast (hnědá-pouštní a žlutopísková) a pro horské oblasti (tmavozelené, černá, hnědá, žlutopísková).
| barva         | L*    | a*    | b*    | barva v RGB | hex    |
| černá         | 20,27 | -0,75 | 1,41  | 49 49 47    | 31312F |
| hnědá         | 26,32 | 0,41  | 7,53  | 67 62 51    | 433E33 |
| tmavozelená   | 34,78 | -0,56 | 17,96 | 91 81 53    | 5B5135 |
| světlezelená  | 40,56 | -7,58 | 18,59 | 94 98 65    | 5E6241 |
| žlutopísková  | 58,59 | 7,42  | 12,84 | 162 136 119 | A28877 |
| hnedá-pouštní | 41,74 | 8,87  | 14,66 | 121 93 75   | 795D4B |

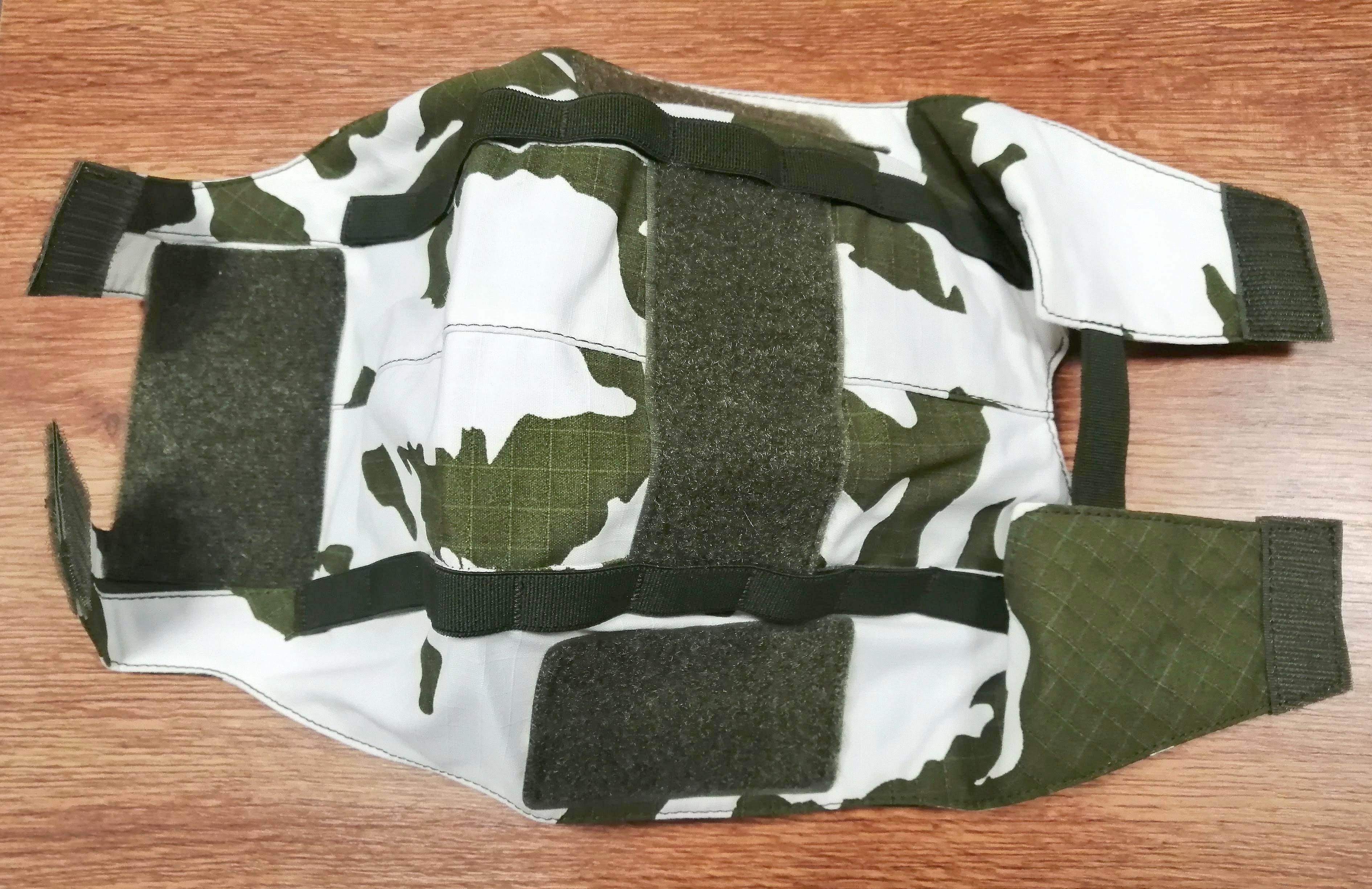
Ukázka zimního maskovacího potisku vz. 95 (v podobě po roce 2013) na maskovacím potahu na přílbu.

V roce 2013 byly barvy užité v maskovacích vzorech opět mírně pozměněny normou ČOS 108017, která dále mění i strukturu zimního vzoru.
| maskovací vzor | ČOS 108001                              | ČOS 108017                                                        |
| lesní          | světlezelená, tmavozelená, hnědá, černá | světlezelená, tmavozelená – olivová, hnědá, černá                 |
| zimní          | tmavozelená, bílá, černá                | tmavozelená-olivová, bílá                                         |
| pouštní        | žlutopísková, hnědá-pouštní             | žlutopísková, hnědá-pouštní                                       |
| horský         | žlutopísková, tmavozelená, hnědá, černá | žlutopísková – horská, tmavozelená – olivová, světlezelená, černá |

Standardní variantou používanou napříč ozbrojenými silami ČR je maskovací vzor lesní. V zahraničních operacích v aridním klimatu, zvláště v Afghánistánu a Mali, byl používán maskovací vzor pouštní. Zimní vzor se dočkal svého zavedení do praxe až v roce 2021 v podobě maskovacího potahu na přílbu. Vzor horský nebyl používán vůbec.

## Hodnostní označení

### Na pokrývce hlavy
Na baretu jsou umístěna kovová hodnostní označení ve zmenšeném vyhotovení. (Pozn.: V období od 1. dubna do 19. dubna 2012 byly barety nošeny bez hodnostního označení.)
Na čepici 95, letní čepici 95 se zeleným potiskem a letním klobouku 95 se zeleným potiskem je hodnostní značení umístěno na malé černé hodnostní náložce.
Na letní čepici 95 s béžovým potiskem a letním klobouku 95 s béžovým potiskem je hodnostní značení umístěno na malé béžové hodnostní náložce.

### Na oděvu
Na blůze 95, kabátu 95, košili 2000 se zeleným potiskem, svetru 95, černého svetru pro vojenské policisty, letní blůze 95 se zeleným potiskem, bundě TERMO 2010 ke stejnokroji 95 se zeleným potiskem se nosí tištěné nebo vyšívané hodnostní značení na černé hodnostní náložce umístěné na prsou.
Na letní blůze 95 s béžovým potiskem, letním kabátu 95 s béžovým potiskem, košili 2000 s béžovým potiskem, bundě TERMO 2010 ke stejnokroji 95 s béžovým potiskem se nosí tištěné nebo vyšívané hodnostní značení na béžové hodnostní náložce umístěné na prsou.

## Drobné stejnokrojové doplňky
Drobné stejnokrojové doplňky jsou určeny k označení příslušnosti k určitému vojenskému útvaru anebo ke zvýraznění vojenského stejnokroje. Na stejnokroji 95 a letním stejnokroji 95 je tvoří rozlišovací znaky, odznaky na pokrývce hlavy, domovenky, rukávové znaky, rukávové znaky - státní vlajky, identifikační praporové znaky, jmenovky, rukávové pásky a šátky.

### Odznak na pokrývce hlavy
Na baretu nosí:
- vojáci v hodnostním sboru nižší důstojníci a v hodnostním sboru vyšší důstojníci velký zlatový odznak
- vojáci v hodnostním sboru mužstvo, v hodnostním sboru poddůstojníci a v hodnostním sboru praporčíci velký stříbřitý odznak
- vojáci v hodnostním sboru generálové malý zlatový odznak doplněný kovovou (dříve vyšívanou) zlatovou ratolestí

Na čepicích a kloboucích stejnokrojů 95 a letních stejnokrojů 95 vojáci nosí malý mořený odznak.

### Domovenka
Domovenky používané v AČR po roce 2013 označují příslušnost k Čestné stráži Armády České republiky, Ústřední hudbě Armády České republiky a vojenským hudbám, vojenskému uměleckému souboru, aktivní záloze a Hradní stráži. Co se stejnokroje 95 a letního stejnokroje 95 týče, nosí se domovenky (aktivní zálohy a Hradní stráže) na rukávech blůz, kabátu a svetru 95 (kromě blůzy do nepříznivých klimatických podmínek). Vojáci v aktivní záloze ji nosí na levém rukávu, vojáci Hradní stráže na obou rukávech. 
Výjimku představuje domovenka CZECH REPUBLIC, kterou používají úkolová uskupení působící v zahraničních operacích, tu je povoleno nosit do 31. prosince 2014. Nosí se rovněž na levém rukávu.

### Rukávový znak
Na levém rukávu blůzy, kabátu, košile, svetru 95 a svetru 95 černého pro vojenské policisty se nosí rukávový znak 95 – státní vlajka označující příslušnost k České republice. Na blůze maskovacího oděvu do nepříznivého počasí se rukávový znak 95 – státní vlajka nenosí. Pouze při bojovém nasazení nebo výcviku lze tento rukávový znak, s ohledem na možný demaskující účinek, nahradit identifikačním praporovým znakem. Ten je barevně stylizován podle místa bojového nasazení nebo výcviku v odstínech zelené barvy, béžové barvy a pro noční vidění. 
Dále rukávové znaky označují příslušnost vojáka k organizačnímu celku rezortu Ministerstva obrany, úkolovému uskupení v zahraniční operaci, mezinárodní vládní organizaci v zahraniční operaci, Vojenské policii a k duchovní službě. 
Vojáci nosí rukávový znak organizačního celku, u kterého jsou služebně zařazeni. Znak umožňuje našití na rukáv nebo upevnění stuhovým uzávěrem. Nosí se na pravém rukávu blůzy a kabátu. Nenosí se na rukávu maskovací blůzy do nepříznivého počasí, svetru a všech druhů košil. Při běžném výkonu služby nebo při slavnostních příležitostech se nosí pouze v barevném provedení. Varianty znaku v odstínech zelené, žlutohnědé a v odůvodněných případech i jiné barvy se nesmějí používat na veřejnosti nebo při služebním styku (např. při přehlídce, službě dozorčího atd.).
Po dobu působení v zahraniční operaci je nošen na levém rukávu stejnokroje rukávový znak úkolového uskupení nebo mezinárodní vládní organizace.
Z hlediska stejnokroje 95 a letního stejnokroje 95 se rukávový znak Vojenské policie nosí na levém rukávu svetru a košile a rukávový znak duchovní služby na blůze 95 ve středu klopy pravé rukávové kapsy, na kabátu 95 pak nad rukávovým znakem organizačního celku a na svetru 95 na pravém rukávu.

### Rukávová páska
Osm centimetrů široká  žlutá, bílá a červená páska pro dozorčí orgány se nosí na levém rukávu nátělníku s krátkými nebo dlouhými rukávy, blůzy, kabátu, košile 2000, černého svetru 95 pro vojenské policisty a svetru 95. U blůzy a kabátu se může rukávová páska nahradit služebními šňůrami.
Páska rukávová – nosič CID (Combat Identification) a prostředky bojové identifikace - CID zabezpečují rozpoznání vlastních příslušníků od ostatních při nasazení v bojových operacích. O použití prostředků CID rozhoduje v konkrétní situaci příslušný velitel. Páska rukávová – nosič CID v zeleném provedení je určena k nošení na rukávech blůzy do nepříznivého počasí, v bílém provedení je určena k nošení na rukávech blůzy zimního maskovacího převleku 2000. U blůz 95 modernizovaných a letních blůz 95 se zeleným (béžovým) potiskem modernizovaných se nosí na stuhových uzávěrech rukávové kapsy.
Prostředky CID se dále nosí na prostředcích balistické ochrany jednotlivce a součástkách některých nosných systémů na základě nařízení velitele;
Čtyři a půl centimetrů široká černá smuteční rukávová páska se nosí na levém rukávu blůzy či kabátu zejména při smutečním obřadu s vojenskými poctami a při jiných pietních aktech. 

### Jmenovka
Tištěná nebo vyšívaná textilní jmenovka se nosí na pravé straně prsou blůzy 95, kabátu 95 včetně blůzy a kabátu s mezinárodními znaky, svetru 95, černého svetru pro vojenské policisty, letní blůzy 95 se zeleným (béžovým) potiskem, letního kabátu 95 s béžovým potiskem, zimní bundy 2000 a košile 2000 se zeleným (béžovým) potiskem. Je na ní uvedeno jméno a příjmení (jde-li o dlouhé příjmení, jméno se zkracuje). 
Na zimní bundě 2000 a černém svetru 95 pro vojenské policisty se používá černá jmenovka, na letní blůze 95 s béžovým potiskem, kabátu 95 s béžovým potiskem, blůze stejnokroje do nepříznivého počasí s béžovým potiskem a košili 2000 s béžovým potiskem se používá hnědá jmenovka, na ostatní součástky khaki jmenovka. Pro činnost v zahraničí se upravují jmenovky podle mezinárodních pravidel stanovených pro dané působiště.
Tolerovaným jevem jsou soukromé jmenovky vyšívané na podložku s kamuflážním vzorem. 

### Šátek

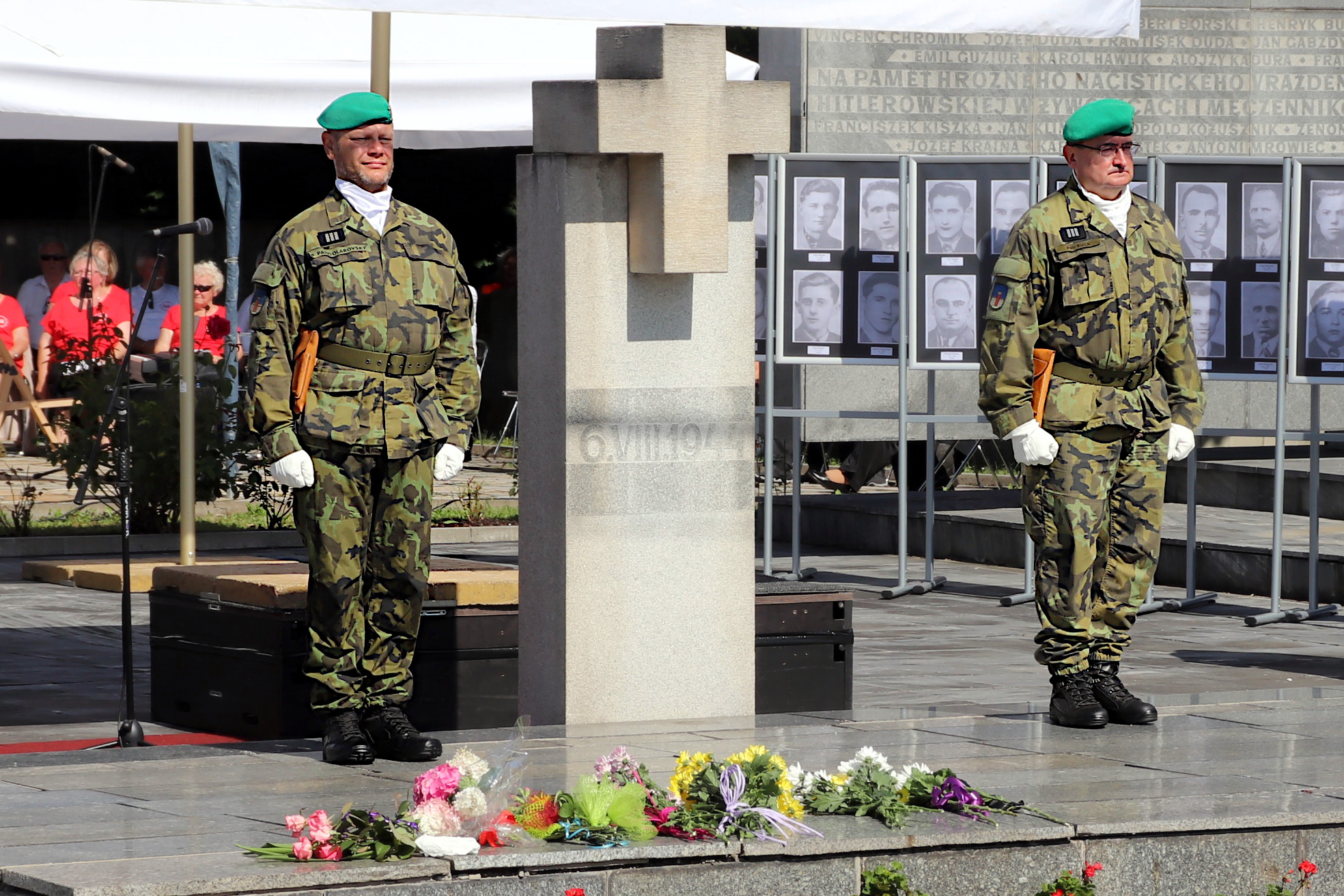
Vojáci v letním stejnokroji vz. 95 se slavnostními doplňky (bílé rukavice a bílý šátek) drží čestnou stráž u památníku životické tragédie, 2021.

Ke služebnímu nebo polnímu stejnokroji 95 a k letnímu stejnokroji 95 se zeleným (béžovým) potiskem nosí vojáci k ochraně krku proti odření a k ochraně límce blůz proti umazání zelený trojúhelníkový šátek. Zprvu byl vyráběn z bavlny, později z polyesteru, nakonec z viskózy. Vojenští policisté namísto zeleného používají šátek černý.  
Bílý trojúhelníkový šátek z viskózové střiže je součástí slavnostních doplňků stejnokroje.  
Modrý šátek nosí pouze příslušníci jednotek Organizace spojených národů. 

### Vojenské odznaky
Na blůze stejnokroje 95 se z vojenských odznaků nosí pouze výkonnostní třídy (v textilní podobě), a to ve středu pravé náprsní kapsy.  